# See-Saw
See-Saw ist der Name eines japanischen Pop-Duos, das im Juli 1993 als Trio gegründet wurde.

## Werdegang
Zu den Gründungsmitgliedern gehören Chiaki Ishikawa, Yuki Kajiura und Yukiko Nishioka (西岡 由紀子 Nishioka Yukiko). Yukiko verließ die Gruppe im April 1994 um ihrer Karriere als Schriftstellerin nachzugehen. Trotz anfänglicher Erfolge und der Veröffentlichung von sechs Singles und zwei Alben trennten sich die beiden verbliebenen Mitglieder im Jahr 1995 voneinander. Im Jahr 2001 erfolgte jedoch eine Wiedervereinigung aus der hauptsächlich Titelmelodien für Anime-Serien, wie für Noir, .hack oder Mobile Suit Gundam SEED, hervorgingen.

## Diskografie

### Studioalben
| Jahr | Titel                                 | Höchstplatzierung, Gesamtwochen, AuszeichnungChartsChartplatzierungen (Jahr, Titel, Platzierungen, Wochen, Auszeichnungen, Anmerkungen) | Anmerkungen                              |
| Jahr | Titel                                 | JP | Anmerkungen                              |
| ---- | ------------------------------------- | --- | ---------------------------------------- |
| 1993 | I Have a Dream                        | — | Erstveröffentlichung: 26. September 1993 |
| 1994 | See-Saw                               | — | Erstveröffentlichung: 26. Oktober 1994   |
| 2003 | Dream Field                           | JP7 (11 Wo.)JP | Erstveröffentlichung: 21. Februar 2003   |
| 2003 | Early Best                            | — | Erstveröffentlichung: 21. Februar 2003   |
| 2020 | See-Saw Complete Best "See-Saw-Scene" | JP11 (4 Wo.)JP | Erstveröffentlichung: 10. Juni 2020      |

### Singles
| Jahr | Titel Album                                                                                    | Höchstplatzierung, Gesamtwochen, AuszeichnungChartsChartplatzierungen (Jahr, Titel, Album, Platzierungen, Wochen, Auszeichnungen, Anmerkungen) | Anmerkungen                              |
| Jahr | Titel Album                                                                                    | JP | Anmerkungen                              |
| ---- | ---------------------------------------------------------------------------------------------- | --- | ---------------------------------------- |
| 1993 | Swimmer –                                                                                      | — | Erstveröffentlichung: 25. Juli 1993      |
| 1993 | Kirai ni Naritai (キライになりたい) I Can’t Hate You –                                         | — | Erstveröffentlichung: 26. September 1993 |
| 1994 | Chao Tokyo –                                                                                   | — | Erstveröffentlichung: 24. März 1994      |
| 1994 | Suhada (No Make) (素肌 ～ノーメイク～) Bare Skin –                                             | — | Erstveröffentlichung: 5. August 1994     |
| 1994 | Slender Chameleon (スレンダーカメレオン) Surendaa Kamereon –                                   | — | Erstveröffentlichung: 24. September 1994 |
| 1995 | Mata Aeru Kara (また会えるから) Because We Can Meet Again –                                    | — | Erstveröffentlichung: 1. Februar 1995    |
| 2002 | Obsession.Yasashii Yoake (Obsession / 優しい夜明け) Obsession / Gentle Dawn –                  | JP45 (23 Wo.)JP | Erstveröffentlichung: 22. Mai 2002       |
| 2002 | Edge / Tasogare no Umi (Edge / 黄昏の海) Edge / Sea of Twilight –                              | JP30 (4 Wo.)JP | Erstveröffentlichung: 24. Juli 2002      |
| 2002 | Anna ni Issho Datta no ni (あんなに一緒だったのに) We Were So Close Together –                 | JP5 (29 Wo.)JP | Erstveröffentlichung: 23. Oktober 2002   |
| 2003 | Kimi ga Ita Monogatari / Emerald Green (君がいた物語) A Story With You In It / Emerald Green – | JP18 (7 Wo.)JP | Erstveröffentlichung: 22. Januar 2003    |
| 2005 | Kimi wa Boku ni Niteiru (君は僕に似ている) You Are Similar To Me –                             | JP4 (13 Wo.)JP | Erstveröffentlichung: 3. August 2005     |

Weitere Lieder
- 2005: Mobile Suit Gundam Seed Destiny 4th Ending Theme You Are Like Me (JP: Gold, JP: Gold (Mobile Downloads))